# Raimond II. Trencavel
Raimond II. Trencavel (okcitánsky Ramon II Trencavel, 1207? - po 1267) byl poslední vládnoucí vikomt z languedockého rodu Trencavelů, který strávil celý svůj život snahou o obnovení původního postavení rodu, ztraceného během křížové výpravy proti katarům.

## Život
Raimund byl jediným synem Raimonda Rogera Trencavela a Anežky, dcery Viléma z Montpellieru. Z matčiny strany byl synovcem aragonského krále Petra II. V čase jeho dětství byla vyhlášena křížová výprava a jako záminka pro vpád na jih Francie posloužila vražda papežského legáta Petra z Castelnau. 
| „                       | Roku vtělení Pána našeho tisícího dvoustého devátého a jedenáctý rok duchovní vlády papeže Inocence, za panování Filipa, krále francouzského, okolo svátku svatého Jana Křtitele všichni křižáci, připutovalí z různých částí Francie (...), se shromáždili v blízkosti Lyonu, města francouzského... | “ |
| — Petr z Vaux-de-Cernay | |   |

Křižáci ze severní Francie oblehli město Carcassonne a Raimondův otec se po marném smlouvání a snaze krále Petra vydal jako rukojmí. Místnímu byvatelstvu zachránil holé životy, sám zemřel ve vězení a jeho syn a dědic strávil dětství v péči hrabat z Foix.
Roku 1224 se Raimond podílel na povstání Raimonda z Toulouse proti Amaurymu z Montfortu a získal do držení Carcassonne. 
V roce 1229 byl donucen v Melunu uzavřít smlouvu s mladým králem Ludvíkem IX. na jejímž základě předal králi Carcassonne a ponechal si Béziers.

Roku 1240 se po návratu z aragonského exilu s podporou aragonského krále a languedocké šlechty znovu pokoušel získat svá bývalá panství. Vzbouřencům se podařilo obsadit velkou část Languedoku a vážně ohrozili královskou moc v oblasti, oblehli Carcassonne, kde se opevnil královský senešal se dvěma biskupy. Vzpoura byla brutálně potlačena královskou armádou vedenou konetáblem Janem z Beaumontu a Raimond prchl zpět do Aragonie. Následovaly represe, proti heretikům byla povolána inkvizice.